# Askkroken
Askkroken est une localité norvégienne de la commune de Nittedal, située dans le comté d'Akershus.